# Cuizăuca
Cuizăuca è un comune della Moldavia situato nel distretto di Rezina di 1.458 abitanti al censimento del 2004